# إيست بلومفيلد (نيويورك)
إيست بلومفيلد (بالإنجليزية: East Bloomfield, New York)‏ هي بلدة أمريكية تقع في الولايات المتحدة في مقاطعة أونتاريو، نيويورك. يقدر عدد سكانها بـ 3,634 نسمة ومساحتها 86.3 كم2 وترتفع عن سطح البحر 281 متر.

## أعلام
- رالف ويلكوكس
- نيوتن آدامز
- ناثانيل ألين
- أماندا جونز